# Kalevi Laurila
Kalevi Laurila   (Sääksmäki, 5 de desembre de 1937 - Kangasala, 13 d'abril de 1991) fou un esquiador de fons finlandès que va competir durant les dècades de 1960 i 1970.
El 1964 va prendre part als Jocs Olímpics d'Hivern d'Innsbruck, on va disputar tres proves del programa d'esquí de fons. Formant equip amb Väinö Huhtala, Arto Tiainen i Eero Mäntyranta, guanyà la medalla de plata en la prova del relleu 4x10 quilòmetres, mentre en els 30 quilòmetres fou sisè i en els 15 quilòmetres novè. Quatre anys més tard, als Jocs de Grenoble, va disputar quatre proves del programa d'esquí de fons. Fent equip amb Kalevi Oikarainen, Hannu Taipale i Eero Mäntyranta guanyà la medalla de bronze en la prova del relleu 4x10 quilòmetres, mentre en els 15 quilòmetres fou quart, en els 30 quilòmetres sisè i en els 50 quilòmetres onzè.
En el seu palmarès també destaquen tres medalles de plata al Campionat del món d'esquí nòrdic, una el 1962 i dues el 1966. Guanyà set campionats finlandesos d'esquí de fons: quatre dels 15 km (1967, 1968, 1970 i 1974), dos dels 30 km (1966 i 1968) i un dels 50 km (1967).
També practicà el rem, esport en què guanyà el campionat nacional del quatre sense timoner de 1967, i biatló, en què guanyà dues medalles al Campionat d'Europa de biatló de policies.